# Alma (jednotka)
Alma je stará jednotka objemu používaná v Portugalsku, Španělsku a Turecku. Její hodnota činila 5,205 l.